# Cirsium arvense
Cirsium arvense (cardo cundidor) es una planta de la familia de las asteráceas.

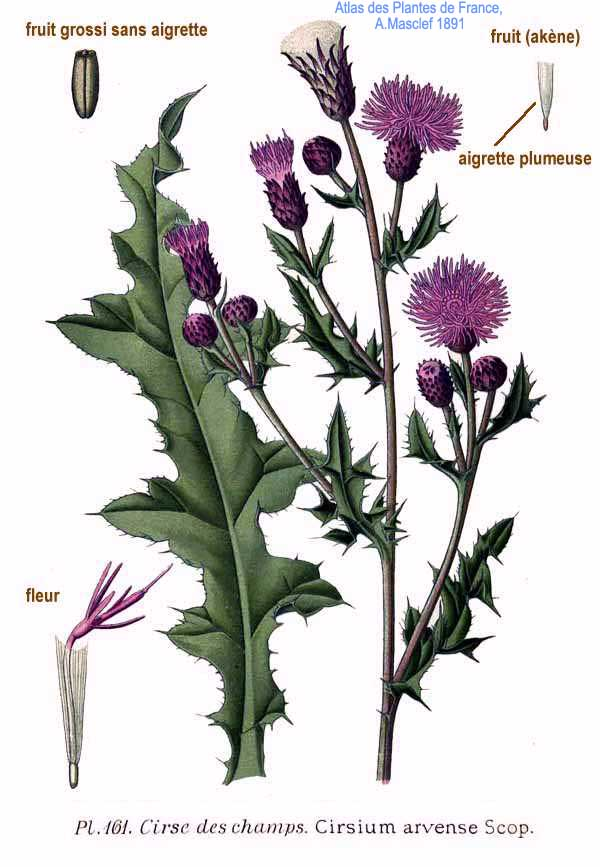
Cirsium arvense en Amédée Masclef, Atlas des plantes de France, 1891

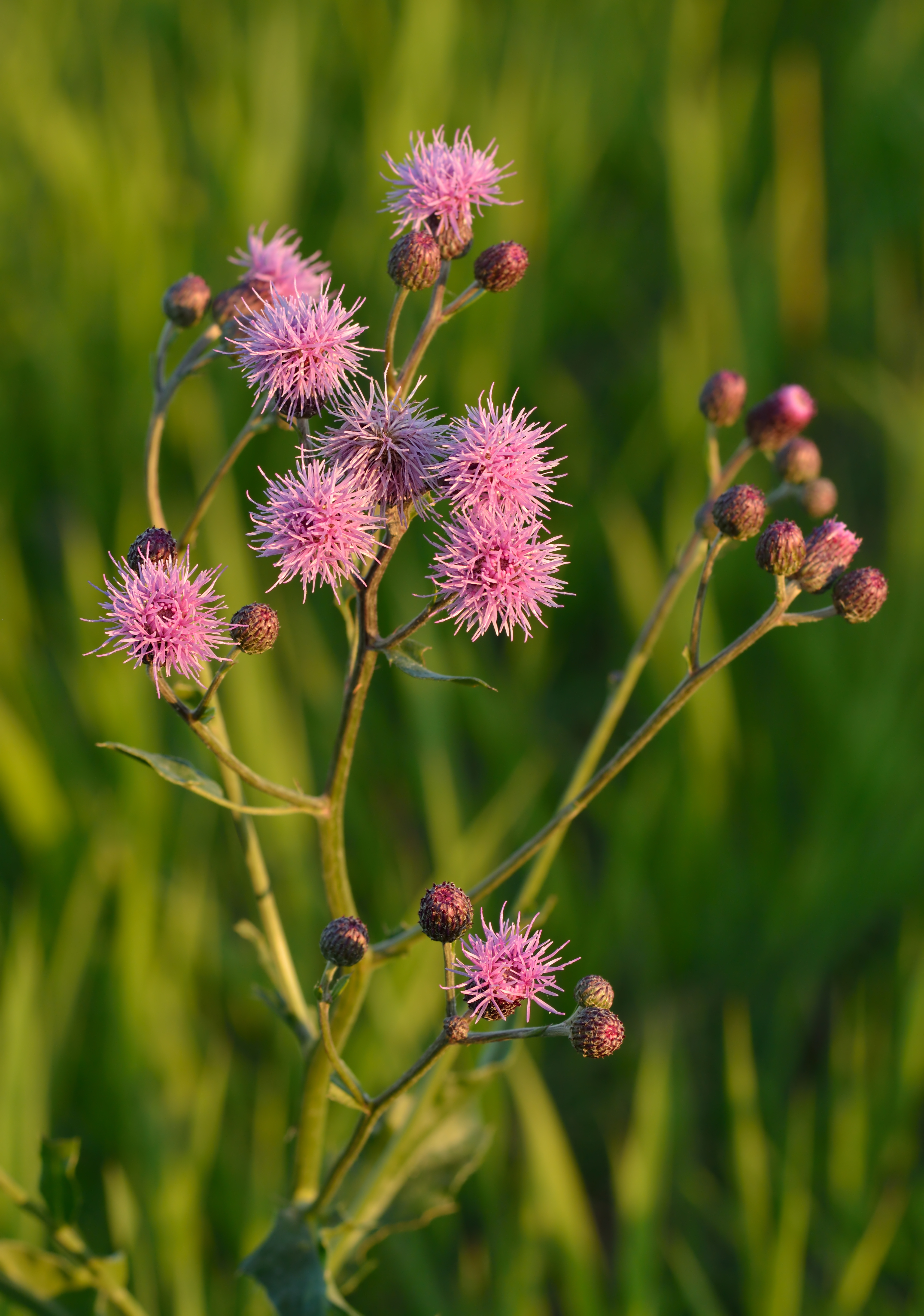
Aspecto general

## Descripción
Erecta, vivaz, con tallos muy ramosos, foliosos, no alados de hasta 1.5 m, y con estolones rastreros largos de brotes foliosos. Hojas lanceoladas a oblongas, enteras o divididas con lóbulos triangulares espinosos, glabras o con pelos como de telaraña. 1-5 capítulos morado claro, de 1.5-3 cm de largo, de cabillo corto, con el ápice de las ramas. Brácteas involucrales violeta oscuro, erectas, las externas, romas. Flores pentalobuladas, con largo tubo corolino. Especie muy variable. Florece en el verano.

## Hábitat
Campos de labranza, pastos, tierras baldías, claros en el bosque.

## Distribución
Toda Europa. Introducido en Islandia y en Norteamérica en donde es una plaga. La mosca de los cardos, Urophora cardui, ha sido introducida intencionalmente como control biológico.

## Propiedades
Tiene propiedades astringentes.
Se utiliza también la planta entera externamente en forma de baños contra las hemorroides.

## Taxonomía
Cirsium arvense fue descrito primero por Carlos Linneo como Serratula arvensis y publicado en Species Plantarum, vol. 2, p. 820 , 1753 y, ulteriormente, clasificado en el género Cirsium por Giovanni Antonio Scopoli y publicado en Flora Carniolica, Editio Secunda, vol. 2, pp. 126-127, 1772.
Citología
Número de cromosomas de Cirsium arvense (Fam. Compositae) y táxones infraespecíficos: 2n=34
Etimología.
Cirsium: nombre genérico que deriva de la palabra latina cirsĭŏn, -ĭi —del griego χιρσός, -ον, varices—  vocablo que usa Plinio el Viejo (Naturalis Historia, 27, 61) para identificar un cardo que se utiliza para el tratamiento de este tipo de dolencia. En los tiempos modernos, el botánico francés Tournefort (1656-1708) ha derivado el nombre Cirsium.
arvense: epíteto latino derivado de arvus, -a, -um que significa "de los campos".
Sinonimia
- Anexo: Sinónimos de Cirsium arvense[6]

## Nombres comunes
- Castellano: cardo, cardo blanco, cardo borriquero, cardo burrero, cardo condidor, cardo cundidor, cardo de las pelotas, cardo hemorroidal, cardo heredero, cardo oloroso, cardo trigal, cardo triguero, chupaderos, ginetes, negrillo, ramoncillo negro, ramoncillo oloroso, serrilla.